# 티타노프테라목
티타노프테라목(Titanoptera目, 巨翼目)은 석탄기 후기에 나타나 트라이아스기 후기에 멸종한 곤충의 목이다. '티타노프테라'는 '거대한 날개'라는 뜻으로, 날개 길이가 10cm를 넘기도 하는 대형 곤충이기에 붙여진 이름이다. 특히 티타노프테라 중 가장 큰 기가티탄(Gigatitan)은 두 날개를 펼친 길이가 거의 40cm에 다다랐다.

## 특징

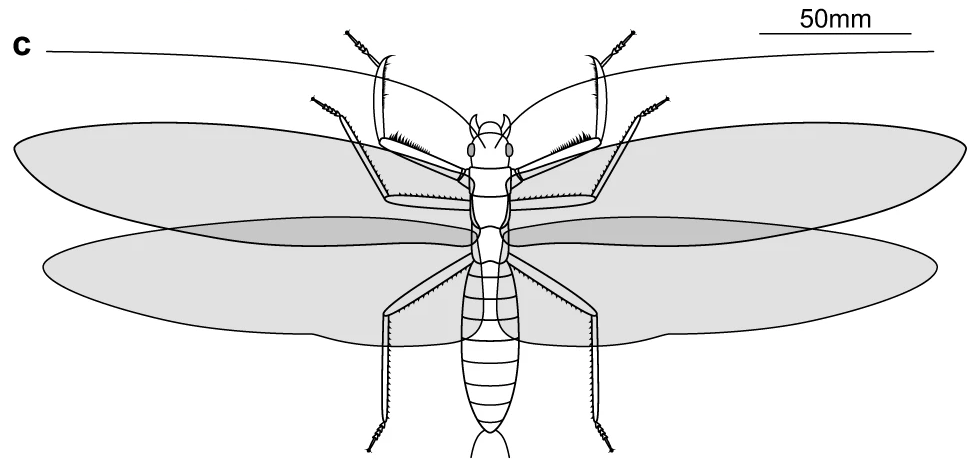
날개를 펼친 모습을 보여주는 Gigatitan vulgaris의 모식 복원도

티타노프테라의 가장 큰 특징은 앞날개의 일부에 시맥이 독특한 모습으로 나 있다는 것이다. 종류마다 차이가 있으나, 대체로 맥 사이의 공간이 세로로 아주 넓은 것들이 앞날개 중앙에 퍼져있다. 이 특수 부위는 주변 시맥과 차이가 커 맨눈으로도 쉽게 구별할 수 있다. 티타노프테라의 이 특수 시맥 부위는 기존에는 소리를 내는 기관으로만 생각되어 왔으나, 현재는 일부 종류에 한해 빛을 반사시키는 반사판의 용도로도 쓰였다고 추정하기도 한다.

## 분류
티타노프테라목이 곤충의 분기도에서 어느 곳에 위치하는지는 알기 힘들다. 다른 곤충보다 메뚜기목에 더 가깝다는 것은 대부분이 동의하나, 그 이상 분류하는 것에는 여러 의견이 대립한다.

## 분포
티타노프테라목은 프랑스의 석탄기 지층, 오스트레일리아와 키르기즈스탄의 트라이아스기 지층에서 발견된 바가 있다. 러시아의 페름기 지층에서도 화석이 보고된 적이 있으나, 이들이 티타노프테라가 맞는 지에 대해서는 확실하지 않다. 한국에서도 화석이 발견되어 2022년에 새로운 속인 마그나티탄(Magnatitan jongheoni)으로 보고되었다.

## 생태

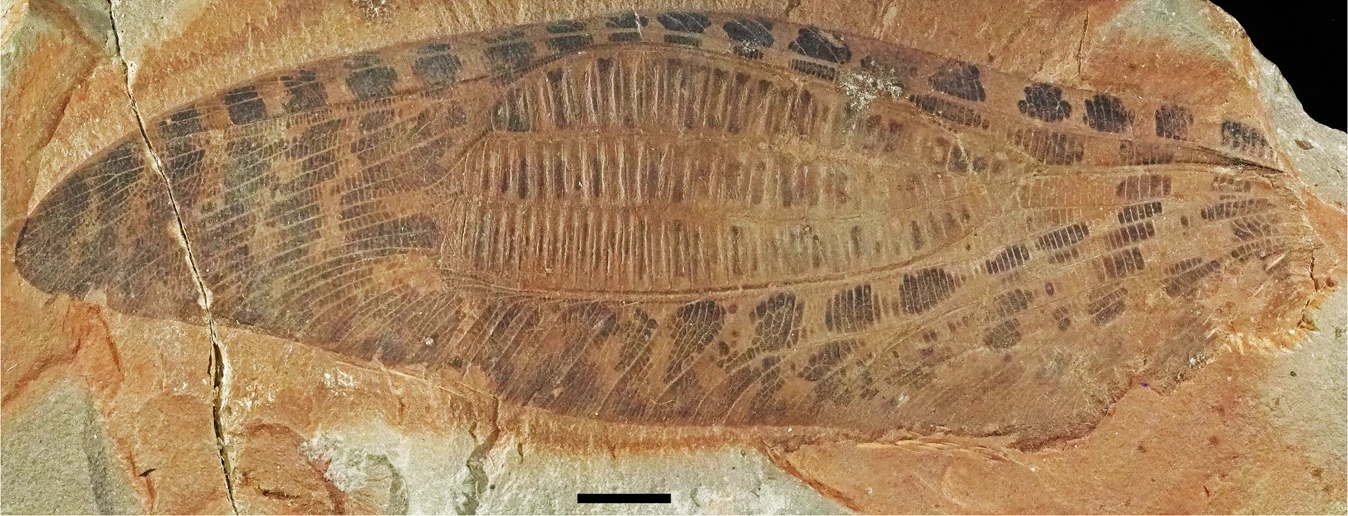
Clatrotitan andersoni의 앞날개

기가티탄의 경우, 앞다리가 먹잇감을 움켜쥘 수 있는 구조이며 가시가 많이 나 있다. 또한 날카로운 턱 역시 화석으로 남아, 포식자였을 것이라고 추측할 수 있다. 덩치가 큰 포식자 기가티탄은, 오늘날의 비슷한 크기의 대형 메뚜기목처럼 잘 날지 못하였을 것이라고 추측된다. 기가티탄은 현생 대형 메뚜기목보다도 덩치가 커서 어쩌면 비행이 거의 불가능했을 수도 있다. 기가티탄과 달리 대부분의 티타노프테라는 날개를 펼친 길이가 10cm 전후인데, 이들의 비행능력에 대해서는 아직 알려진 것은 없다.
과거에는 티타노프테라가 마치 귀뚜라미와 같이 앞날개의 특수 부위를 비벼 소리를 낼 수 있었다고 여겨졌다. 그러나 티타노프테라의 날개는 특수 부위끼리 문대는 것이 가능한 구조가 아니었고, 굳이 날개끼리가 아니더라도 마땅히 날개에 닿아 소리를 낼 신체 부위도 없었다. 대신, 일부 종들은 특수 부위를 튕기면서 딱딱거리는 소리를 낼 수 있었다고 생각된다. 이 종류들은 특수 부위의 맥 사이 방들이 크고 휑한데, 테이아티탄(Theiatitan), 파라티탄(Paratitan), 미니티탄(Minititan)이 있다.
클라트로티탄(Clatrotitan)과 같이 특수 부위의 맥 사이 방들이 조밀한 경우에는 이를 튕겨 소리를 낼 탄성을 발생시키기 힘들다. 대신 날개를 움직일 때 특수 부위에 빛이 여러 방향으로 반사되어 이를 통한 개체간 소통이 가능하였으리라 생각된다.

## 참고 문헌
1. 1 2 3 4 5 6 7  Schubnel, Thomas; Legendre, Frédéric; Roques, Patrick; Garrouste, Romain; Cornette, Raphaël; Perreau, Michel; Perreau, Naïl; Desutter-Grandcolas, Laure; Nel, André (2021년 12월). “Sound vs. light: wing-based communication in Carboniferous insects”. 《Communications Biology》 (영어) 4 (1): 794. doi:10.1038/s42003-021-02281-0. ISSN 2399-3642.
2. ↑  Shcherbakov, D. (2008). “Madygen, Triassic Lagerstätte number one, before and after Sharov”. 《undefined》 (영어).
3. ↑  Park, T.-Y.S.; Kim, D.-Y.; Nam, G.-S.; Lee, M. (2022). “A new titanopteran Magnatitan jongheoni n. gen. n. sp. from southwestern Korean Peninsula”. 《Journal of Paleontology》 96 (5): 1111–1118. doi:10.1017/jpa.2022.30.
4. ↑  Labandeira, Conrad C. (2019).  Krenn, Harald W., 편집. 《The Fossil Record of Insect Mouthparts: Innovation, Functional Convergence, and Associations with Other Organisms》. Zoological Monographs (영어). Cham: Springer International Publishing. 567–671쪽. doi:10.1007/978-3-030-29654-4_17. ISBN 978-3-030-29654-4.